# ديكينسون (تكساس)
ديكينسون، تكساس

ديكينسون (بالإنجليزية: Dickinson)‏ هي مدينة أمريكية تقع في ولاية تكساس.تبلغ مساحة هذه المدينة 26.6 (كم²)،ويبلغ عدد سكانها 18680 نسمة حسب إحصاء سنة 2010 م.

## التركيبة السكانية
حدّد مكتب تعداد الولايات المتحدة بيانات التركيبة السكانية لديكينسون في تعداد الولايات المتحدة. في ما يلي، التركيبة السكانية حسب تعدادي 2000 و2010.

### تعداد عام 2000
بلغ عدد سكان ديكينسون 17,093 نسمة بحسب تعداد عام 2000، وبلغ عدد الأسر 6,162 أسرة وعدد العائلات 4,520 عائلة مقيمة في المدينة. في حين سجلت الكثافة السكانية 639 نسمة لكل كيلومتر مربع (1,655.0/ميل2). وبلغ عدد الوحدات السكنية 6,556 وحدة بمتوسط كثافة قدره 245.1 لكل كيلومتر مربع (634.8/ميل2).
وتوزع التركيب العرقي للمدينة بنسبة 72.35% من البيض و10.52% من الأمريكيين الأفارقة و0.64% من الأمريكيين الأصليين و1.21% من الأمريكيين ذوي الأصول الآسيوية و0.04% من سكان جزر المحيط الهادئ و12.82% من الأعراق الأخرى و2.43% من عرقين مختلطين أو أكثر و24.90% من الهسبانيون أو اللاتينيون من أي عرق.
بلغ عدد الأسر 6,162 أسرة كانت نسبة 40.5% منها لديها أطفال تحت سن الثامنة عشر تعيش معهم، وبلغت نسبة الأزواج القاطنين مع بعضهم البعض 55.4% من أصل المجموع الكلي للأسر، ونسبة 13% من الأسر كان لديها معيلات من الإناث دون وجود شريك، بينما كانت نسبة 4.9% من الأسر لديها معيلون من الذكور دون وجود شريكة وكانت نسبة 26.6% من غير العائلات. تألفت نسبة 21.6% من أصل جميع الأسر من عدة أفراد يعيشون في نفس المنزل ونسبة 6.6% كانت تتألف من شخص يعيش بمفرده يبلغ من العمر 65 عاماً أو أكثر. وبلغ متوسط حجم الأسرة المعيشية 2.76، أما متوسط حجم العائلات فبلغ 3.22.
بلغ العمر الوسطي للسكان 33.5 عاماً. وكانت نسبة 28.5% من القاطنين تحت سن الثامنة عشر، وكانت نسبة 9.6% بين الثامنة عشر والرابعة والعشرين عاماً، ونسبة 30.3% كانت واقعةً في الفئة العمرية ما بين الخامسة والعشرين والرابعة والأربعين عاماً، ونسبة 21.8% كانت ما بين الخامسة والأربعين والرابعة والستين، ونسبة 9.5% كانت ضمن فئة الخامسة والستين عاماً فما فوق. يوجد لكل 100 أنثى 99.2 ذكر، ويوجد لكل 100 أنثى في الثامنة عشر من عمرها فما فوق 97.5 ذكر.
بلغ متوسط دخل الأسرة في المدينة 41,984 دولارًا، أما متوسط دخل العائلة فبلغ 46,585 دولارًا. وكان متوسط دخل الذكور 36,391 دولارًا مقابل 26,943 دولارًا للإناث. وسجل دخل الفرد الخاص بالمدينة 19,785 دولارًا. وكانت نسبة 9.5% من العائلات ونسبة 13.1% من السكان تحت خط الفقر، وكان من هؤلاء نسبة 18.1% تحت سن الثامنة عشر ونسبة 7.2% في الخامسة والستين من العمر وما فوق.

### تعداد عام 2010
بلغ عدد سكان ديكينسون 18,680 نسمة بحسب تعداد عام 2010، وبلغ عدد الأسر 6,599 أسرة وعدد العائلات 4,829 عائلة مقيمة في المدينة. في حين سجلت الكثافة السكانية 698.3 نسمة لكل كيلومتر مربع (1,808.6/ميل2). وبلغ عدد الوحدات السكنية 7,192 وحدة بمتوسط كثافة قدره 268.9 لكل كيلومتر مربع (696.4/ميل2).
وتوزع التركيب العرقي للمدينة بنسبة 70.50% من البيض و11.50% من الأمريكيين الأفارقة و0.55% من الأمريكيين الأصليين و1.95% من الأمريكيين ذوي الأصول الآسيوية و0.05% من سكان جزر المحيط الهادئ و12.48% من الأعراق الأخرى و2.98% من عرقين مختلطين أو أكثر و32.69% من الهسبانيون أو اللاتينيون من أي عرق.
بلغ عدد الأسر 6,599 أسرة كانت نسبة 39% منها لديها أطفال تحت سن الثامنة عشر تعيش معهم، وبلغت نسبة الأزواج القاطنين مع بعضهم البعض 52.5% من أصل المجموع الكلي للأسر، ونسبة 14% من الأسر كان لديها معيلات من الإناث دون وجود شريك، بينما كانت نسبة 6.7% من الأسر لديها معيلون من الذكور دون وجود شريكة وكانت نسبة 26.8% من غير العائلات. تألفت نسبة 21.3% من أصل جميع الأسر من عدة أفراد يعيشون في نفس المنزل ونسبة 6.9% كانت تتألف من شخص يعيش بمفرده يبلغ من العمر 65 عاماً أو أكثر. وبلغ متوسط حجم الأسرة المعيشية 2.82، أما متوسط حجم العائلات فبلغ 3.28.
بلغ العمر الوسطي للسكان 34.7 عاماً. وكانت نسبة 27% من القاطنين تحت سن الثامنة عشر، وكانت نسبة 9% بين الثامنة عشر والرابعة والعشرين عاماً، ونسبة 26.9% كانت واقعةً في الفئة العمرية ما بين الخامسة والعشرين والرابعة والأربعين عاماً، ونسبة 26.3% كانت ما بين الخامسة والأربعين والرابعة والستين، ونسبة 10.8% كانت ضمن فئة الخامسة والستين عاماً فما فوق. وتوزع التركيب الجنسي للسكان بنسبة 50% ذكور و50% إناث.

## أعلام
- بيل غورلي
- دوني ليتل